# 柬埔寨民族团结救国临时政府
柬埔寨民族团结救国临时政府是1994年7月11日红色高棉建立的未受国际普遍承认的临时政府，与1993年建立的柬埔寨王国政府对立。1998年4月红色高棉前领导人波尔布特去世后，红色高棉另外两个领导人乔森潘和塔莫克于同年6月22日解散该临时政府。